# Pas-de-Calais
Pas-de-Calais är ett franskt departement i regionen Hauts-de-France. I den tidigare regionindelningen som gällde fram till 2015 tillhörde Pas-de-Calais regionen Nord-Pas-de-Calais. Departementet har fått sitt namn efter sundet Pas de Calais (Doverkanalen). Departementshuvudstad är Arras.